# Reléová brána
Označením Reléová brána se rozumí soustava Relé, která umožňuje na základě konkrétních vstupních (ovládacích) signálů vytvářet požadovaný výstupní signál(y). Brána se dá přirovnat k logickým členům tvořených hradly logických integrovaných obvodů. 
Její nespornou výhodou je, že umožňuje vytvářet výstupní signály, které jsou mezi sebou a vstupem galvanicky odděleny. 
Naopak mezi nevýhody patří nízká rychlost přenosu informace mezi vstupní a výstupní stranou.
Reléová brána se nejčastěji používá právě pro galvanické oddělení ovládacích a silových signálů.
Samotná přenosová funkce brány se dá nejlépe vyjádřit formou tabulky, jelikož mohou být definované různé diskrétní vstupní stavy a k nim přiřazeny libovolné výstupní stavy několika výstupních funkcí. 
| Vstupní kombinace | Výstupní fce1 | Výstupní fce2 |
| ----------------- | ------------- | ------------- |
| 1                 | xx            | yy            |
| 2                 | 12            | 45            |
| 12                | ab            | cc            |